# Enrôlés de force (parti politique)
Enrôlés de force (en luxembourgeois : Zwangsrekrutéierten, en allemand : Zwangsrekruten) est un ancien parti politique luxembourgeois et un groupe de pression créé en 1979 qui a cherché à représenter les intérêts des 12 000 personnes qui avaient été enrôlées de force dans la Wehrmacht pendant l'occupation allemande du Luxembourg au cours de la Seconde Guerre mondiale,.

## Histoire
Le parti a tenté de réclamer une compensation pour les conscrits auprès du gouvernement de l'Allemagne de l'Ouest en tant que victimes de l'Allemagne nazie. Enrôlés de Force a remporté un unique siège à la Chambre des députés lors des élections législatives de 1979 en ayant obtenu 4,4 % des voix. Ils firent pression pour que le gouvernement luxembourgeois reconnaisse officiellement que les conscrits étaient des victimes de l'Allemagne nazie, ce qui fut réalisé le 12 juin 1981, mettant fin à un débat national de trente ans. Le parti, devenu sans but, s'est dissout et son unique député, Joseph Weirich (lb), a rejoint le Parti populaire chrétien-social (CSV).
Enrôlés de Force était le deuxième parti à représenter cet intérêt, après le Mouvement indépendant populaire, qui avait remporté deux sièges aux élections législatives de 1964.

## Résultats électoraux
| Année | Voix    | %    | Rang | Sièges |
| ----- | ------- | ---- | ---- | ------ |
| 1979  | 135 360 | 4,45 | 6e   | 1 / 59 |